# مارسيلو رانغيل
مارسيلو رانغيل هو لاعب كرة قدم برازيلي، ولد في 17 مايو 1988 في Marechal Cândido Rondon ‏ في البرازيل. لعب مع نادي غوياس.

## وصلات خارجية
- مارسيلو رانغيل على موقع قاعدة بيانات كرة القدم.إي يو (الإنجليزية)
- مارسيلو رانغيل على موقع Soccerway.com (الإنجليزية)